# Один и два
«Один и два» (кит. 一一) — фильм-драма Эдварда Янга, вышедший на экраны в 2000 году. Считается одним из главных фильмов 2000-х годов.

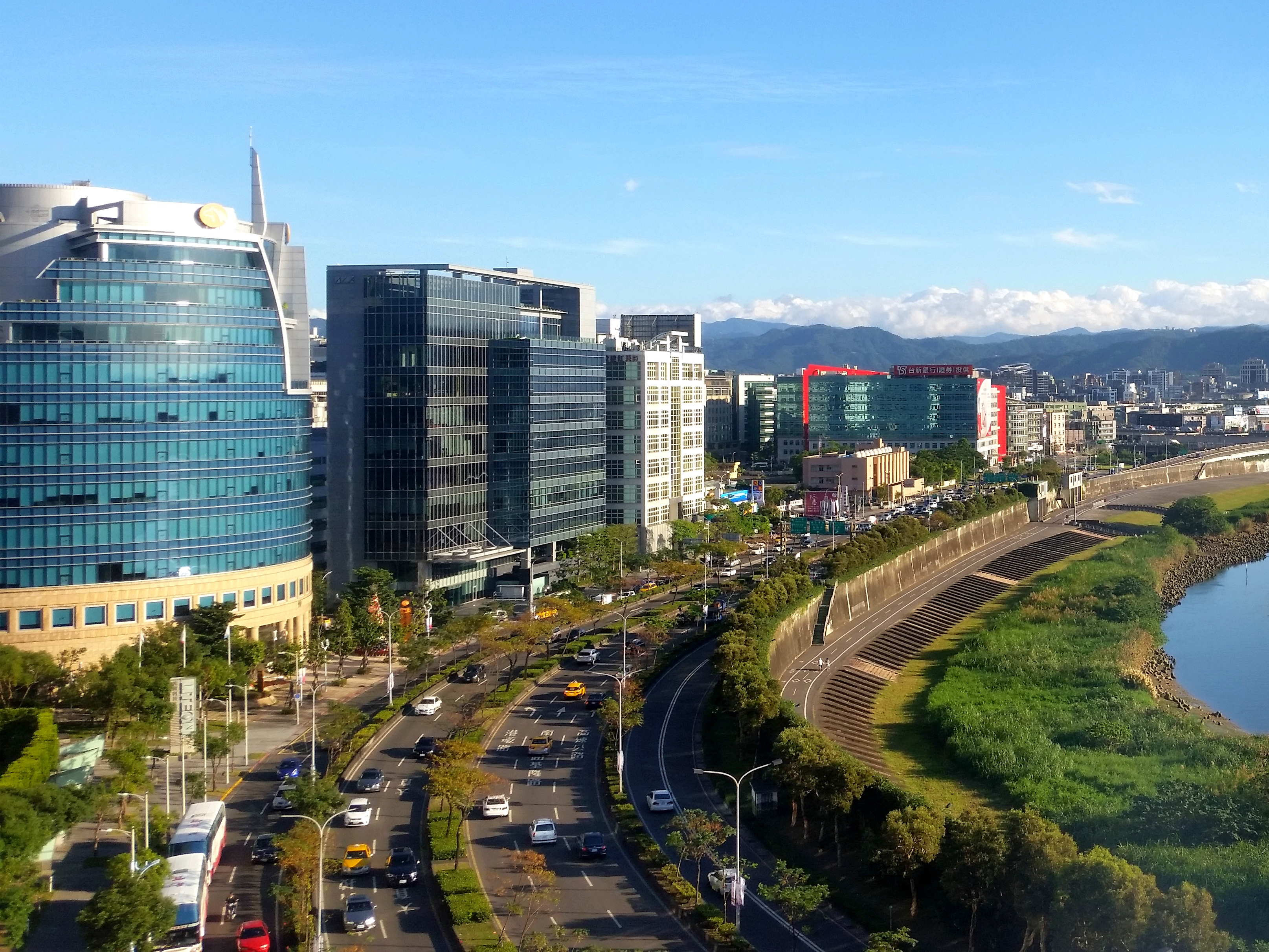
Тайбэй — место действия фильма

## Сюжет
Фильм рассказывает о критическом периоде в жизни тайваньской семьи среднего класса. Вскоре после неудачной женитьбы одного из членов семейства его мать переживает сердечный приступ и впадает в кому. Её дочь Минь-Минь переживает, что не может общаться с матерью и отправляется в уединённое место, чтобы собраться с мыслями. Муж Минь-Минь Эн-Джей в это же время вынужден решать финансовые вопросы своей фирмы, переживающей не лучшие времена, и получает второй шанс вернуться в своё прошлое, встретив свою первую любовь. Отдельная линия связана с детьми Минь-Минь и Эн-Джея — девочкой-подростком Тин-Тин и совсем юным Ян-Яном.

## В ролях
- У Няньчжэнь — Эн-Джей
- Элэйн Цзинь — Минь-Минь
- Иссэй Огата — господин Ота
- Келли Ли — Тин-Тин
- Джонатан Чан — Ян-Ян
- Чэнь Сишэн — А-Ди
- Ко Суюнь — Шерри Чанг-Брейтнер
- Адриен Линь — Лили
- Тан Руюнь — бабушка

## Оценка

#### Награды и номинации
- 2000 — приз Каннского кинофестиваля за лучшую режиссуру (Эдвард Янг)[6].
- 2000 — приз Netpac Award на кинофестивале в Карловых Варах
- 2000 — номинация на премию Европейской киноакадемии в категории «международный экран» (Эдвард Янг).
- 2000 — участие в конкурсной программе Вальядолидского кинофестиваля.
- 2001 — номинация на премию «Сезар» за лучший зарубежный фильм (Эдвард Янг).
- 2002 — номинация на премию Hong Kong Film Awards за лучший азиатский фильм.
- 2003 — номинация на премию «Бодиль» за лучший неамериканский фильм (Эдвард Янг).

#### Критика
Сергей Анашкин («Искусство кино»): «Янг — как никогда — виртуозен в искусстве повествования. Фабула строится по законам полифонии. Сюжетные линии переплетаются, образуя прихотливый узор. То вторят друг другу, то расходятся — в антитезе. В поле зрения автора представители трех поколений одной семьи. А также родня, сослуживцы, соседи».